# Wallace Reis da Silva
Wallace Reis da Silva, meglio noto come Wallace (Conceição do Coité, 26 dicembre 1987), è un calciatore brasiliano, difensore del Londrina.

## Palmarès

### Campionati statali
- Campionato Baiano: 3

Vitória: 2008, 2009, 2010

### Competizioni nazionali
- Campionato brasiliano: 1

Corinthians: 2011

### Competizioni internazionali
- Coppa Libertadores: 1

Corinthians: 2012
- Coppa del mondo per club: 1

Corinthians: 2012